# Ледешня (Дрибинский район)
Леде́шня (бел. Лядзешня) — деревня в составе Михеевского сельсовета Дрибинского района Могилёвской области Республики Беларусь.

## Население
- 1999 год — 13 человек
- 2010 год — 7 человек
- 2019 год — 0 человек

## Климат
Климат умеренно-континентальный, с частыми атлантическими циклонами; мягкая и туманная зима, тёплое лето, туманная весна. 
Климатические условия здесь благоприятны и подходят для выращивания сельскохозяйственных культур, овощей, плодовых деревьев и кустарников центрально-восточноевропейского региона, а также картофеля, однолетних трав, корнеплодов.